# Matmata

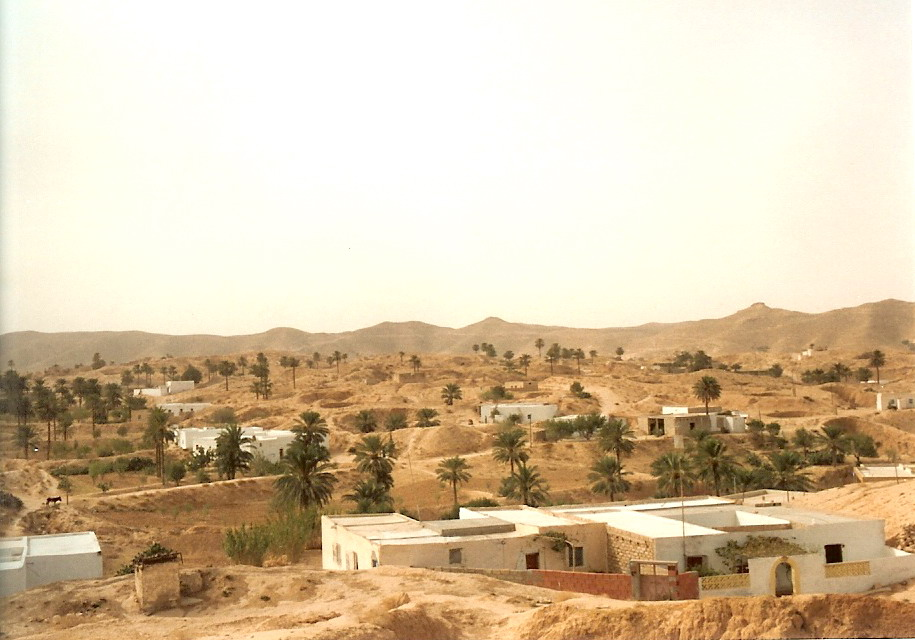
Paisagem da região de Matmata

Matmata (em árabe: مطماطة) é uma aldeia berbere do sul da Tunísia, famosa pelas suas tradicionais casas trogloditas escavadas na rocha, muitas delas ainda em uso. A aldeia encontra-se a 40 km a sudoeste de Gabès, a capital provincial. Alcandorada no flanco da montanha, a 600 m de altitude, em 2004 tinha cerca de 1 800 habitantes.
As casas trogloditas típicas da aldeia são construídas escavando uma uma caverna numa encosta ou uma grande cova circular (ou poço) no solo. Neste último caso, são escavadas salas em volta do perímetros inferior do poço. Algumas das casas maiores têm vários covas, ligadas por uma espécie de trincheiras.
Situados ao sul do Chott el Jerid, nos contrafortes do maciço do Dahar, os montes de Matmata dominam a vasta planície de Djeffara e constituem uma cuesta com 515 metros de altura que foi separada de rochas calcárias e margas do Cretáceo Superior e Médio por diversos uádis.

## Etimologia
O nome do lugar tem origem no povo Matmata, a tribo berbere que ali se instalou na Idade Média. e foram longamente descritos pelo historiador árabe do século XIV ibne Caldune na sua obra História dos Berberes e das dinastia muçulmanas da Àfrica Setentrional. Originários de Marrocos, os Matmata instalaram-se perto de uma fonte termal quente, fundado a cidade de Hamma Matmata (atualmente El Hamma). Tendo sido forçados a fugir devido às invasões dos Banu Hilal, fundaram o que é hoje Matmata nas montanhas vizinhas.
Atualmente já não se fala berbere em Matmata, ao contrário do que ainda acontece nas aldeias próximas de Taouejjout, Tamezret, Techine et Zrawa.[carece de fontes?]

## História
A origem do lugar é desconhecida, a não ser pelas histórias contadas de geração em geração. Segundo uma dessas histórias, as casas subterrâneas foram inicialmente construídas depois das Guerras Púnicas os romanos enviaram duas tribos para se estabelecerem na região de Matmata com permissão de matarem quem quer que se intrometesse no seu caminho. Os habitantes da região tiveram que deixar as suas casas e escavar grutas no chão para se esconderem dos invasores, mas deixavam os seus abrigos subterrâneos à noite para atacarem os invasores, uma técnica que parece ter resultado, pois estes acabaram por abandonar Matmata. Outra lenda conta que os invasores foram mortos por monstros que emergiram de debaixo da terra. Em qualquer das versões, os habitantes permaneceram escondidos numa área que foi muito perigosa durante séculos e praticamente ninguém sabia da sua existência até 1967.
A sobrevivência nas severas condições locais era muito difícil, pelo que era costume os homens da aldeia procurarem emprego sazonal nos olivais do norte entre a primavera e o outono. Geralmente eram pagos em azeite, que trocavam por outros bens, o que lhes proporcionava alimento, roupas, etc. para as suas famílias.
Durante a Segunda Guerra Mundial, muitos habitantes de Gabès procuraram refúgio em Matmata no decurso dos bombardeamentos dos Aliados à cidade, então em mãos da Alemanha Nazi.
Matmata foi igualmente o reduto de fellagas (nome dado aos resistentes que se opunham ao protetorado francês) que combateram os franceses comandados pelo  Mohamed Daghbaji (1885-1924). Muitos dos companheiros de Daghbaji eram naturais de Matmata e ele próprio era da região de El Hamma.
Pouco depois da independência em 1956, o governo tentou convencer as populações montanhesas a instalarem-se nas novas cidades construídas no planalto do Aradh (Nouvelle Matmata [Nova Matmata] e Nouvelle Zrawa), mas a maioria da população preferiu continuar a morrar perto das suas hortas empoleiradas nas montanhas. No entanto, na sequência de terramotos e grandes cheias ocorridas na década de 1960 e 1970, que destruíram grande parte das casas trogloditas, muitos habitantes acabaram por se mudar para aquelas novas cidades.
A saga cinematográfica Star Wars (Guerra das Estrelas) contribui muito para promover Matmata turisticamente, pois um dos lugares onde foram feitas as filmagens da casa de Luke Skywalker, da sua tia Beru e do seu tio Owen Lars, foi o Hotel Sidi Driss, cuja construção segue os métodos tradicionais da região, ou seja, todas as suas instalações são trogloditas.

## Casas trogloditas
As habitações de Matmata são escavadas nas encostas da montanha, em redor de um vasto poço, geralmente circular. Este poço constitui o pátio da casa e em sua volta são escavadas, radialmente, as divisões, que podem distribuir-sepor mais do que um andar. No andar inferior encontram-se os quartos de dormir (camour), cozinha (matbakh) e estábulos para as cabras. O andar superior é reservado para armazém (makhzen) de cereais, azeitonas e figos secos.
A região está sujeita a fortes ondas de calor vários meses por ano, pelo que este tipo peculiar de habitação permite que as divisões subterrâneas permaneçam frescas nos períodos mais quentes do verão apesar de terem iluminação natural durante o dia. Embora a tempetatura no interior das casas não seja constante ao longo do ano, como numa caverna, as amplitudes térmicas entre o inverno e o verão são muito reduzidas: cerca de 15ºC em janeiro e 23 a 25ºC em julho.
O acesso desde o nível natural do solo exterior é feito diretamente pelo pátio (poço), através de uma escadaria estreita construída na parede ou por vezes por uma escada de mão encostada a essa parede. Pode também aceder-se ao pátio através de um corredor subterrâneo horizontal cuja entrada se encontra mais abaixo na encosta, pois a maioria das casas de Matmata situam-se em terreno inclinado. Algumas casas mais elaboradas têm vários pátios interiores, aos quais se acede por corredores subterrâneos.
Este tipo de habitação já existia há 3 000 anos, tendo sido adotada pelos Fenícios que chegaram ao que é a Tunísia em 1 200 a.C.; os Romanos retomaram a mesma conceção para construírem apartamentos nas suas cidades. Em França existe um tipo de habitação troglodita muitos semelhante na região de Doué-la-Fontaine (Loire) onde as "caves residentes" (caves demeurantes) — é este o nome dado a estes alojamentos subterrâneos  — são escavadas nas paredes de pedreiras de falun (variedade de tufa calcária).